# 13e division aéroportée
Pour les articles homonymes, voir 13e division.
La 13e division aéroportée américaine (en anglais 13th Airborne Division) était une unité militaire aéroportée de l'armée de terre des États-Unis d'Amérique qui a été active lors de la Seconde Guerre mondiale. Son commandement était assuré par le major général Elbridge Chapman. Basée à Fort Bragg, en Caroline du Nord, elle était officiellement en service d'août 1943 jusqu'en février 1946. Elle n'a jamais participé aux combats.
Après sa mise en service, la division resta aux États-Unis pour compléter son entraînement. Ce dernier fut achevé en septembre 1944, après un prolongement de quatre mois, occasionné par le transfert de ses troupes vers les 82e et 101e divisions aéroportées américaines afin de compléter leurs rangs. Des problèmes de logistique, dus à un manque d'avions de transport déjà mobilisés sur les différents fronts, ont également contribué aux délais rencontrés lors de l'organisation des exercices à grande échelle. Distribué en priorité aux 82e et 101e divisions, combattant déjà en Europe, une pénurie d'équipement a aussi pénalisé la 13e division. En conséquence de ces multiples complications, elle n'a été pleinement opérationnelle qu'en janvier 1945, date à laquelle elle fut transférée sur le Front de l'Ouest, en France.
Quand la division arriva en France, elle passa sous le commandement de la 1re armée aéroportée alliée qui contrôlait toutes les formations aéroportées sur le front ouest. La division, ainsi que deux autres, fut sélectionnée pour participer à l'opération Varsity, qui devait soutenir la traversée du Rhin par le 21e Groupe d'armées anglo-canadien, mais elle fut retirée de l'opération à cause de l'insuffisance de transports aériens. Plusieurs opérations furent par la suite planifiées pour la 13e division, mais elles furent toutes annulées en raison de l'avancée trop rapide des troupes au sol, devenant superflu. À la fin du conflit en Europe, la division a été rapatriée par bateau en Amérique, afin d'être envoyée vers le Pacifique, pour participer à l'invasion planifiée du Japon. La capitulation japonaise l'immobilisa aux États-Unis. Elle fut dissoute le 26 février 1946 et ses effectifs de combat furent transférée vers la 82e division parachutiste.

## Formation
La 13e division aéroportée fut la cinquième division aéroportée formée aux États-Unis pendant la Seconde Guerre mondiale et officiellement mise en service le vendredi 13 août 1943, à Fort Bragg, en Caroline du Nord, sous le commandement du Major General George W. Griner Jr. Quelques mois seulement après sa mise en service, le Major Général Griner prit le commandement de la 98e division d'infanterie et fut remplacé par le Major Général Elbridge G. Chapman jusqu'à la fin du conflit,.
Chapman fut l'un des pionniers du concept de troupe aéroportée américaine : il commanda le 88e bataillon d'infanterie aéroportée, bataillon expérimental, en 1941, alors qu'il était lieutenant-colonel, avant de prendre le commandement de la 13e division aéroportée. Le 88e bataillon d'infanterie aéroportée fut renommé 88e régiment d'infanterie aéroportée (en), formant le noyau dur de la 13e division aéroportée. Quand elle fut opérationnelle, la division était initialement composée du 515e régiment d'infanterie parachutée (en) et des 88e et 326e régiments (en) d'infanterie aéroportée.

## Insigne d'épaule

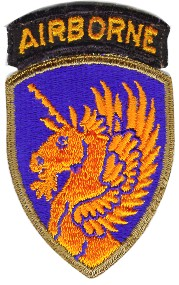
Insigne d'épaule de la 13e division aéroportée, avec sa licorne ailée.

L'insigne de la division, une licorne ailée orange sur un fond bleu outremer, fut approuvé le 2 juin 1943. La mention "Airborne" en or sur fond noir a ensuite été ajoutée au-dessus de l'insigne.
« La licorne est associée traditionnellement aux qualités de vertu, de courage et de force. La corne de la licorne représente l'extrême courage. Toutes ces vertus se doivent d'être développées dans toutes les unités. Il est souhaitable que celles-ci soient apparentes au sein de la 13e division aéroportée. Les ailes de la licorne représentent son caractère aéroporté. Le fond bleu est la couleur de l'infanterie, qui forme le cœur de la division, tout en représentant le ciel, moyen de transport de la division. »

## Activités pendant la Seconde Guerre mondiale

### Entraînement
Entre août 1943 et février 1945, la division resta aux États-Unis et commença l'entraînement afin d'être prête au combat. Au même moment, les 82e et 101e divisions aéroportées étaient désignées pour servir outre-Atlantique sur le théâtre européen, la 11e division aéroportée devait se déployer dans le Pacifique, tandis que la 17e division aéroportée était désignée comme unité de réserve stratégique. Durant cette période, la division s'est principalement attelée à des activités d'entraînement aéroportées ainsi qu'à des exercices d'entraînements. En revanche, tandis que l'entraînement des quatre premières divisions aéroportées américaines a été réalisé au cours de l'année 1943, la 13e division rencontra des difficultés lorsque cela fut son tour. Avant la fin de l'année 1943, les 82e et 101e divisions aéroportées ont fini leur entraînement et sont transférées en Europe. Afin de s'assurer du bon déroulement de leurs opérations aéroportées, une grande partie des transports aériens disponibles aux États-Unis les a suivi, et un plus grand nombre encore furent envoyés en Europe à la suite du débarquement de Normandie en juin 1944. Ainsi, peu de moyens de transports aériens étaient à disposition de la 13e division et l'exercice final, prévu en juin 1944, fut repoussé au 17 septembre, et une nouvelle fois au 24 septembre.

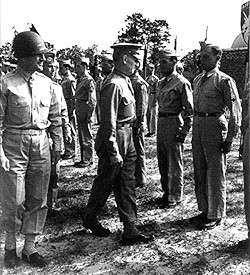
Le Major Général Elbridge G. Chapman et le Général McNair inspectent les parachutistes de la 13e division aéroportée le 13 mai 1944.

L'exercice prit place aux alentours du Camp Makall en Caroline du Nord et souffrit de nombreuses difficultés. Les conditions météorologiques défavorables retardèrent le début de l'exercice jusqu'à la nuit du 25 septembre, et ce ne fut que à ce moment-là que les avions transportant les trois premiers bataillons de parachutistes ont pu décoller pour larguer les troupes sur trois zones de largages distinctes. La mauvaise visibilité et un manque d'entraînement des pilotes pour le transport de troupes résultat en une vaste dispersion des parachutistes. Seulement 65 % des troupes et équipements largués sur la première zone de largage étaient prêts quatre-vingt-dix minutes plus tard, et les troupes étaient si dispersées sur la seconde zone que le commandant du bataillon n'avait le contrôle que de 20 % de ses hommes à 10 h 0 le lendemain. Un nombre similaire de parachutistes manqua la troisième zone, même si la majorité ont été largués sur une petite zone où ils purent se regrouper. Divers autres problèmes ont été rencontrés. Notamment le crash d'un avion, tuant huit parachutistes et quatre membres d'équipage, ou l'impossibilité pour les planeurs de décoller à cause du mauvais temps. Après la première nuit, l'exercice continua pendant trois jours et inclut une mission de ravitaillement complexe, afin de tester la possibilité de ravitailler un bataillon isolé de troupes aéroportées.
Les observateurs de l'exercice furent impressionnés par la performance des planeurs de la division. En revanche, plusieurs remarquèrent que l'entraînement des pilotes pour le vol en formation de nuit était loin d'être satisfaisant. Il fut recommandé que l’atterrissage des planeurs de nuit ne soit considéré que dans des cas d'urgence, ceux-ci devaient décoller de nuit et atterrir de jour afin d'éviter une trop grande dispersion des troupes et une chute de l’efficacité. Après la fin de ces exercices, la division continua son entraînement, mais rencontra d'autres retards. Ceux-ci furent causés par le transfert de 1 652 hommes vers le théâtre européen en tant que renforts. Ceci réduisit considérablement la force de combat de la division et allongea la période d'entraînement de quatre mois,. La division devait se préparer à rejoindre dès le début 1945 le théâtre pacifique après la fin de son entraînement en janvier. Mais à cause des rapides avancées des troupes allemandes durant la Bataille des Ardennes, la division fut transférée sur le théâtre européen afin de servir de renfort aux troupes alliées.

### Théâtre européen des opérations
La division arrive sur le front de l'ouest au début du mois de février et se place sous le commandement de la 1re armée aéroportée alliée. Le major général Chapman est informé de la possible mobilisation de la division afin de conduire des opérations aéroportées durant les derniers moments de la Bataille des Ardennes. Mais celle-ci prend fin avant l'arrivée de la division. La 13e division a de nouveau l'occasion de prendre part au combat en mars 1945 lorsque les alliés entrent en Allemagne, et rejoignent le Rhin. Quelques semaines avant sa participation aux combats, la division est réorganisée, le département de la guerre considère qu'une division aéroportée est plus efficace si elle est composée de deux régiments de parachutistes et de seulement un régiment de planeurs. Ainsi, le 517e régiment d'infanterie parachutée, unité composée de vétérans ayant combattu en Italie, dans le sud de la France et les Ardennes, rejoint la division début mars. Le 517e s'est alors récemment illustré durant la bataille des Ardennes, et reçue une Presidential Unit Citation pour ses actions. Dans le même temps, le 326e régiment d'infanterie aéroportée est rejoint par le 88e (326th and 88th Glider Infantry Regiment), devenant ainsi la seule composante de la division avec des planeurs.

Disposition des troupes alliées en Europe de l'Ouest en mars 1945.

Le Rhin est un obstacle naturel dans l'avancée des alliés. Mais son franchissement permettrait aux alliés d'avoir accès à la plaine d'Allemagne du Nord, et d'avancer jusqu'à Berlin et d'autres villes majeures d'Allemagne de Nord. Suivant une stratégie d'approche sur un large front décidé par le général Dwight D. Eisenhower, le commandement suprême des Forces expéditionnaires alliées, il fut décidé de tenter de franchir le Rhin sur différents lieux. Le field marshal Bernard Montgomery, commandant le 21e groupe d'armées britannique, élabora un plan approuvé par Eisenhower, l'opération Plunder, afin de permettre aux forces sous son commandement de franchir le Rhin. D'après ce plan, la 2e armée britannique, sous le commandement du Lieutenant-général Miles Dempsey, et la 9e armée américaine, sous le commandement du Lieutenant-général William Simpson, devait franchir le Rhin à Rees, Wesel et au sud du canal de Lippe. Pour s'assurer que l'opération soit un succès, Montgomery insista pour qu'une composante aéroportée soit incorporée dans le plan afin de supporter les troupes amphibies: l'Opération Varsity. Trois divisions aéroportées furent initialement choisies pour prendre part à Varsity: la 6e division aéroportée britannique, la 17e division aéroportée américaine et finalement la 13e division aéroportée; toutes furent rattachées au 18e corps aéroporté américain. Cependant, il n'y avait pas assez d'avions de transport à disposition en Europe, et seulement deux divisions aéroportées pouvaient être utilisées. Ainsi, la 13e division fut retirée de l'opération Varsity à cause de son manque d'expérience sur le front.
Après avoir été retirée de l'opération Varsity, la division resta en réserve, tandis que le reste des troupes avançait à l'intérieur de l'Allemagne, et arriva dans l'Oise le 3 avril pour du ravitaillement et des tâches administratives. La division devait prendre part à diverses autres opérations aéroportées, mais celles-ci furent toutes annulées avant même d'avoir lieu. La première, l'Opération Arena, prévoyait de faire atterrir entre six et dix divisions avec un pont aérien situé dans la région de Cassel en Allemagne du Nord. Les concepteurs de l'opération prévoyaient que l'opération puisse permettre de récupérer un large pan de territoire aux Allemands, et donne aux troupes alliées une solide base dans le cadre d'avancées futures sur le territoire allemand. La 13e division fut choisie pour participer avec les 17e, 82e et 101e divisions aéroportées américaines, ainsi que les 6e et 1re divisions aéroportées britanniques. Une date provisoire fut fixée au 1er mai une fois toutes les divisions localisées et ravitaillées. Mais l'opération fut abandonnée le 26 mars à la suite d'une rapide avancée des troupes alliées la rendant alors inutile. Deux autres opérations comportant la 13e division avaient été planifiées. L'opération Choker II consistait à faire atterrir une troupe aéroportée sur la rive est du Rhin à hauteur de Worms en Allemagne. La planification de cette opération atteint un stade avancé, et la division n'était qu'à quelques heures du décollage lorsque l'opération fut annulée après que les troupes sur le terrain aient dépassé les terrains d’atterrissage prévus. L'opération Effective avait pour objectif de larguer la 13e division au sud de Stuttgart, prendre le contrôle d'un aérodrome voisin et créer un pont aérien afin de permettre l'atterrissage de troupes à proximité de la Forêt-Noire. L'opération était prévue pour le 22 avril, mais fut annulée le 18 à la suite de l'encerclement de la Forêt-Noire par les troupes alliées, rendant ainsi une telle opération inutile.

## Dissolution
Seulement quelques semaines après l'annulation de l'opération Effective, le conflit prit fin en Europe et la division dut se préparer à un déploiement dans le Pacifique afin de participer à l'invasion du Japon après un court arrêt aux États-Unis. La dissolution de la 17e division aéroportée permit à la 13e division d'obtenir de nouvelles unités combattantes avant son déploiement dans le Pacifique. La division arriva à New York le 23 août, mais ne quitta pas les États-Unis avant la capitulation du Japon en septembre 1945. Avec la fin du conflit, la division n'était plus d'aucune utilité pour l'armée américaine et fut dissoute à Fort Bragg en Caroline du Nord le 25 février 1946 avec son personnel transféré à la 82e division aéroportée.

## Composition
La 13e division aéroportée fut composée de :
- 88th Glider Infantry Regiment (dissout le 1er mars 1945, incorporé au 326th GIR)
- 189th Glider Infantry Regiment (dissout entre le 4 et 8 décembre 1943, remplacé par les 88th et 326th GIR)
- 190th Glider Infantry Regiment (dissout entre le 4 et 8 décembre 1943, remplacé par les 88th et 326th GIR)
- 326th Glider Infantry Regiment
- 515th Parachute Infantry Regiment
- 517th Parachute Infantry Regiment (attribué le 1er mars 1945, remplace le 88th)
- Headquarter and Headquarter Battery, Artillerie
  - 458th Parachute Field Artillery Battalion (75 mm)
  - 460th Parachute Field Artillery Battalion (75 mm)(attribué le 22 février 1945)
  - 676th Glider Field Artillery Battalion (75 mm)
  - 677th Glider Field Artillery Battalion (75 mm)
- 129th Airborne Engineer Battalion
- 153rd Airborne Antiaircraft Battalion
- 222nd Airborne Medical Company
- Headquarters Special Troops
  - Headquarters Company, 13th Airborne Division
  - Military Police Platoon
  - 713th Airborne Ordnance Maintenance Company
  - 13th Airborne Signal Company
  - 409th Airborne Quatermaster Company